# Altes Schloss (Dillingen)

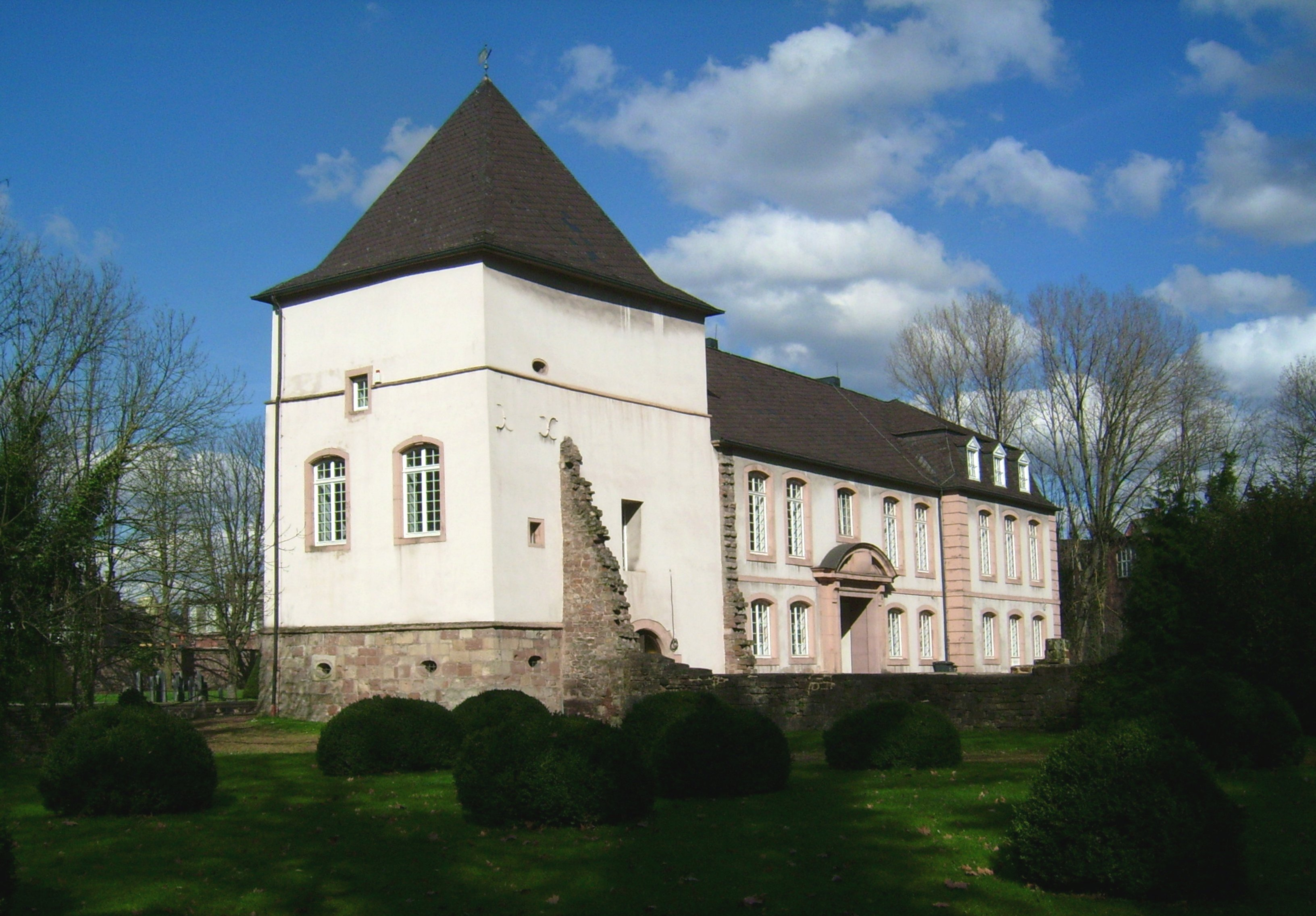
Das Alte Schloss in Dillingen, Ansicht von Südwesten

Das Alte Schloss in Dillingen geht wie viele Schlösser auf eine mittelalterliche Burg zurück. Seine Ursprünge liegen vermutlich im 14. Jahrhundert. Als Eigentümer hat die Dillinger Hütte das Schloss an die Stadt verpachtet, die es unter anderem für kulturelle Zwecke nutzt. Ein Förderverein unterstützt seit 1983 die Restaurierung des Schlosses.

## Geschichte

### Mittelalter

#### Die Herren von Siersberg und Dillingen
Die Burg wurde 1357 erstmals erwähnt. Die Nähe zur Mündung von Prims und Nied in die Saar ermöglichte die Kontrolle der Verkehrsströme. Die Burg in Tallage wurde zusätzlich von Wasserläufen geschützt und wird daher auch als Wasserburg bezeichnet. Auch heute wird das Schloss noch von einem Nebenlauf der Prims umflossen. Die ersten Besitzer waren die Herren der Siersburg, einer unweit auf der anderer Saarseite liegenden Höhenburg.

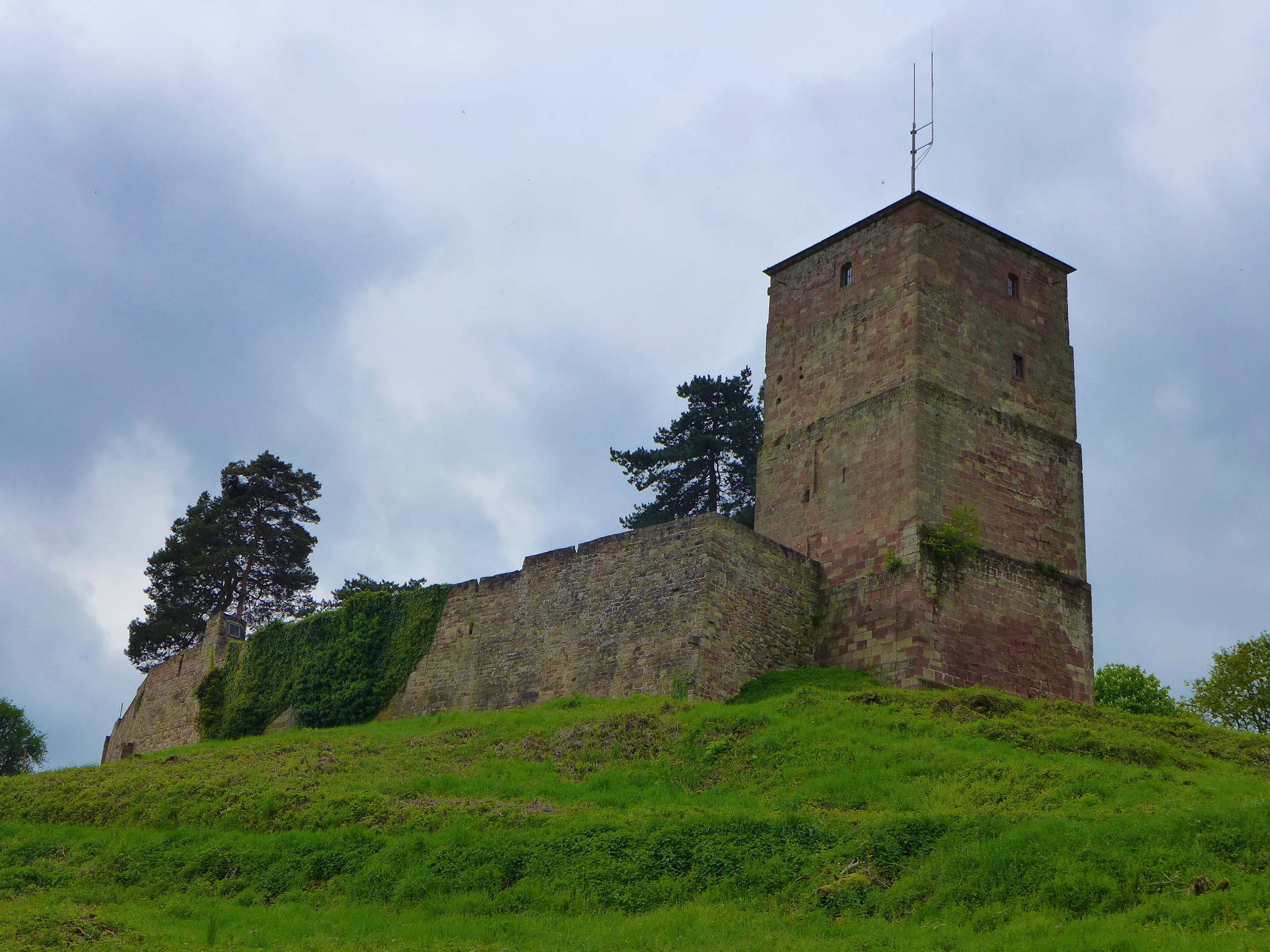
Die auf der anderen Saarseite liegende Siersburg

Der Edelherr Arnold I. von Siersberg (1232–1276) taucht als erster urkundlicher Besitzer Dillingens auf. Dillingen war dabei keine eigene Herrschaft, sondern gehörte zur Siersburg. Im Jahr 1262 übergab Arnold von Siersberg das Patronatsrecht und den Zehnten in Dillingen an das Kloster Mettlach. Laut urkundlicher Aussagen Arnolds gehörte damals Dillingen schon dreißig Jahre seiner Familie, die es vom Kloster Odilienberg im Elsass gekauft hätte. Unter den Erben von Arnolds Sohn Johann von Siersberg wurde Dillingen als besonderes Gebiet von der Siersburg abgetrennt und an Volkmar von Siersberg übergeben. Volkmar wird im Jahr 1329 erstmals Herr von Dillingen genannt. Nach Volkmars Tod wurde die Herrschaft Dillingen an Arnold II. von Siersberg (vermutlich Volkmars Bruder) vererbt. Arnold II. wird 1340/41 erstmals urkundlich Herr von Dillingen und Siersberg genannt. Von da an nannten sich alle Nachkommen Arnolds II. bis zum Aussterben der Familie im Mannesstamm Herren von Dillingen.
Vermutlich spätestens unter Arnold II. ist die Dillinger Burg um das Jahr 1340 als Wasserburg errichtet worden. Erstmals urkundlich erwähnt wird die Burg im Jahr 1357, als der Sohn Arnolds II., Eberhard von Dillingen, die Hälfte seines Dillinger Besitzes für 400 Gulden als Pfand an Graf Heinrich von Veldenz versetzte. Im Jahr 1387 scheint die Hälfte dieser Pfandschaft bereits wieder ausgelöst worden sein, da in diesem Jahr nur noch ein Viertel der Burg Dillingen in der Lehensabhängigkeit des Grafen von Veldenz stand.
Im Jahr 1421 wurde Philipp von Siersberg durch den Grafen Philipp von Nassau-Saarbrücken mit der Burg und dem Dorf Dillingen einschließlich einer dortigen Mühle belehnt. Grund dafür war, dass Philipp von Nassau-Saarbrücken die Schulden von Philipps Vater Eberhard an Veldenz mit 300 Gulden abgelöst und im Gegenzug Dillingen als Lehensherrschaft erhalten hatte. Allerdings war dieser finanzielle Schachzug nicht rechtens, da Dillingen kein Allod war, sondern ein lothringisches Lehen.
In den Jahren 1471, 1490, 1507, 1535 und 1547 werden diese Belehnungen wiederholt. Der letzte Vertreter der Herren von Dillingen, Ladwein bzw. Ludwin von Siersberg wurde im Jahr 1535 an den Herzoghof nach Nancy berufen. Das Haus Nassau-Saarbrücken wendete sich daraufhin an das Reichskammergericht, was allerdings die Sache zugunsten des Herzogs von Lothringen entschied. Ladwein/Ludwin verglich sich im Jahr 1554 mit seinen Dillinger Untertanen wegen der zur Burg Dillingen schuldigen Frondienste.

### Frühe Neuzeit
1558 starb mit Ladwin von Siersberg das Geschlecht der Edelherren von Siersberg aus.

#### Die Herren von Braubach
Alexander von Braubach, Sohn von Ladweins/Ludwins Schwester Lisa (Heirat Lisas von Sierberg und Dillingen im Jahr 1527 mit Johann von Braubach, dem lothringischen Amtmann in Saargemünd), erbte die Herrschaft. Wahrscheinlich durch den Erwerb Dillingens wurde Alexander von Braubach in den Stand eines Freiherren erhoben.
Alexanders Enkel Wilhelm Marzloff von Braubach, der die vermögende Margarethe von Wiltz geheiratet hatte, wurde im Jahr 1591 Herr von Dillingen. Ihm unterstanden ebenfalls die Besitzungen um das Schloss zu Fremersdorf, Roden, Siersberg, Büren, Wahlen und Mörsberg sowie die Patronatsrechte in Dillingen und Wallerfangen. Darüber hinaus war er Rat des Herzogs von Lothringen, Präsident der Assisen zu Wallerfangen und Gouverneur der Festung Wallerfangen und Herr zu Heiligenmohr in Lothringen.
Mit dem Bau eines Renaissanceschlosses durch Wilhelm Marzloff wurden große Teile der Burg abgerissen. Teile dieses Baues sind im heutigen Bau noch vorhanden.
Mit dem Tod von Wilhelm Marzloff von Braubach starb die Dillinger Herrschaft von Braubach im Mannesstamm aus.

#### Herrschaft Savigny

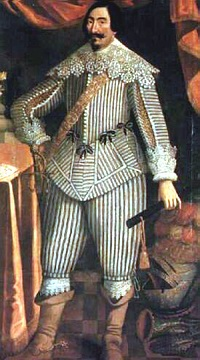
Matthias Gallas

Wilhelm Marzloffs Schwiegersohn Franz de Savigny, Seigneur de Laymont, Mauraige, Chardogne und Brabant, erbte durch Verheiratung mit Anna Magdalena von Braubach das Schloss. Zur Herrschaftszeit von Franz de Savigny 1635 erfolgte die Belagerung und Plünderung durch Truppen Gallas’.
Nach dem Tod von Franz de Savigny verwaltete dessen Frau Anna Magdalena von Braubach bis zu ihrem Tod 1657 das Schloss. In dieser Zeit des Niedergangs verarmte die Familie Savigny.

#### Herrschaft Lénoncourt-Blainville
Der Marquis Franz de Lénoncourt-Blainville, Seigneur de Gondrecourt, Savignys Schwiegersohn und Ehemann der einzigen Dillinger Erbtochter Antoinette, erbte die darniederliegende Herrschaft. Nach der Zerrüttung der Ehe blieb Antoinette mit ihrem Sohn alleine im Dillinger Schloss zurück, während Franz de Savigny an den Hof des Herzogs von Lothringen nach Nancy ging und dort bis zu seinem Tod im Jahr 1664 blieb. Sein Sohn Charles Henri de Lénoncourt wurde 1664 mit der Herrschaft belehnt und gründete 1685 die Dillinger Hütte.
Im Holländischen Krieg wurde das Schloss 1674 von den Franzosen besetzt und 1677 von kaiserlichen und lothringischen Truppen geplündert. Dabei eroberte der österreichische Grafen von Starhemberg das Schloss am 15. Mai 1677. Starhemberg ließ die vorherigen französischen Besatzer (130 Mann) in die Merziger Kirche einsperren und den Kommandanten des Dillinger Schlosses, einen gebürtigen Lothringer, im Auftrag des Herzogs von Lothringen hängen. Die reichhaltigen Korn- und Munitionsvorräte des Dillinger Schlosses gingen in die Hände der Österreicher.
Charles Henri de Lénoncourts ältester Sohn und Nachfolger Charles Louis Henri Francois verkaufte nach seiner Eheschließung mit Térése Angélique Gräfin de Ligneville im Jahr 1721 den größten Teil der Herrschaft Dillingen inklusive des Zehntrechtes an den Seigneur Hordal du Lys und an Cussigny de Tailfumyr.

#### Herrschaften Toussaint de Vira, Cussigny de Tailfumyr, Lasalle, de Mandell
Als Charles Louis Henri Francois de Lénoncourt im Jahr 1731 starb, verkaufte seine kinderlose Witwe Térèse Angélique 1743 den letzten ihr verbliebenen Teil der Herrschaft Dillingen mitsamt dem Schloss für 150.000 lothringische Franken und 60 neue Louisdor an Claude Francois Toussaint de Vira, Herr von Aboncourt. Dieser gab Herrschaft und Schloss Dillingen schon drei Jahre später (1746) für 100.000 Franken an seinen Schwager Cussigny de Tailfumyr.
Charles Francois Dieudonné de Tailfumyr, Seigneur de Cussigny et Président à mortier war ein hoher lothringischer Beamter. Er war getaufter Jude und zeigte seine judenfreundliche Politik durch die 1755 erteilte Erlaubnis, am Rande des Dillinger Waldes an der Dieffler Grenze auf einem Gebiet von ca. 90 Ar einen jüdischen Friedhof anzulegen. Die Initiative war von den Saarlouiser Juden Hayem und Zerf von Worms und Elias Reutlinger ausgegangen, die dafür einen jährlichen Zins von 25 lothringischen Franken zahlen mussten.
Während der Herrschaft Tailfumyrs stieg die Dillinger Herrschaft an Wert. Er verkaufte die Baronie in Metz am 27. Mai 1762 mit Schloss, Gerechtsamen und Renten aus 421 Morgen Acker und Wiesen sowie 1675 Morgen Land für 147.710 Franken an Albert Lasalle aus Saarlouis.
Der Sohn von Georges Theodore und Ursule Catherine de Lasalle, Albert de Lasalle (* 11. Mai 1722 in Saarlouis; † 26. Juni 1769 in Niederlimberg, bestattet in der alten Dillinger Pfarrkirche), übernahm zusammen mit seiner Frau Charlotte (geb. d´Osquet) die elterlichen Güter in Bettingen, Limbach und Saarlouis, amtierte als Stadtrat und Stadtschöffe in Saarlouis und vermehrte sein Vermögen als Armeelieferant. Im Jahr 1755 wird er als „avocat en Parlement“, sowie als Lehensinhaber in Berus, Berweiler, Edelingen und eines Schmittenburgischen Unterlehens erwähnt. Ab 1757 war er Generalinspekteur der Drei Bistümer (Trois-Évêchés et de la Lorraine). Infolge des Erwerbes der Herrschaft Dillingen, gelang es ihm am 11. Juli 1763 auf Empfehlung des Trierer Kurfürsten Johann IX. Philipp von Walderdorff durch den deutschen Kaiser Franz I. Stephan als Freiherr in den deutschen Adelsstand erhoben wurde. Dieses Adelsprädikat wurde nach dem Anschluss Lothringens an Frankreich im Jahr 1766 als erbliches Adelsprädikat anerkannt. Im selben Jahr verlieh ihm die Reichsstadt Köln ihr Rats- und Bürgerschaftrecht. Als er im Jahr 1769 im Schloss in Niederlimberg starb, wurde er auf eigenen Wunsch hin in der alten Dillinger Luzienkirche bestattet.
Eine lateinische Inschrift im Nachfolgebau der Luzienkirche, der heutigen Dillinger Pfarrkirche St. Johann erinnert an ihn. Unklar bleibt, ob seine Gebeine exhumiert und in der heutigen Kirche bestattet wurden, oder ob sie noch im eingeebneten Bereich der alten Kirche ruhen. Die lateinische Inschrift lautet in deutscher Übersetzung:

„Dem besten und höchsten Gott. Hier ruht Albert Lasalle aus Dillingen. Als Armeelieferant versah er sein Amt mit redlichem Sinn. Er war dem Herrn treu und dem Ehrenhaften ganz ergeben. Ihn, der mehr auf Ehre denn auf Geld bedacht war, beschenkten Senat und Bürgerschaft von Köln mit dem Bürgerrecht. Auf Empfehlung des Kurfürsten von Trier erhob ihn die Heilige Kaiserliche Hoheit in den Adelstand. Ihn, der die Armen liebte, liebten die Armen wieder. In seinem Namen und auf seine Kosten wurden Fürbitten gehalten. Da sie vergebens um die Abwendung seines Todes gefleht hatten, glichen sie der trauernden Gattin Gram und Schmerz fast aus. Oh alter Glaube! Oh ruhiges Wesen seiner Sitten! Welch ehrenhaften und glänzenden Lebens ununterbrochener Ablauf. Mögen einst auch die Söhne das väterliche Lob erstreben! Er starb am 27. Juni im Jahr des Herrn 1769, nahezu 47 Jahre alt. Betet zu Gott für ihn.“

Lasalles Erben verkauften Dillingen und sein Schloss im Jahr 1787 für 200.500 Franken an Phillipp Wilhelm Juste, Baron de Mandell (1779–1787: Lieutenant-Colonel im Regiment Nassau-Saarbrücken Cavallerie / 1790: Lieutenant-Colonel im Regiment Chasseurs de Flandre), den Hofmarschall am Fürstenhof in Saarbrücken.

### Neueste Zeit

#### Erhebung Dillingens zum Herzogtum unter Ludwig von Saarbrücken
Wohl wegen Streitigkeiten mit den Hüttenbesitzern verkaufte der Baron de Mandell die Herrschaft und Schloss Dillingen schon am 22. Januar 1789 an seinen Dienstherrn Fürst Ludwig von Saarbrücken für 225.000 Franken.

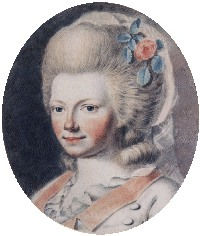
Katharina Kest

Der Fürst wollte mit dem Besitz Dillingen seine zweite morganatische Ehefrau Katharina Kest („Gänsegretel von Fechingen“) ausstatten, die zuvor Kammerzofe der früheren Mätresse des Fürsten, Frau von Dorsberg, gewesen war. Katharina trug jetzt den Titel Freifrau von Ludwigsberg. 1784 wurde sie Reichsgräfin von Ottweiler. Am 28. Februar 1787, einige Jahre nach dem Tod von Ludwigs Gattin Wilhelmine von Schwarzburg-Rudolstadt im Jahr 1780, hatte Fürst Ludwig Katharina Kest geheiratet. Zwischen 1775 und 1789 bekam sie sieben Kinder, fünf Söhne und zwei Töchter; die meisten von ihnen starben jung.
Zur Herrschaft Dillingen gehörten auch Rechte in den Ortschaften Pachten, Itzbach (heute Siersburg), Fickingen (heute Saarfels), Bettingen (heute Schmelz), Diefflen und Nalbach.
Fürst Ludwig von Nassau-Saarbrücken erreichte beim französischen König Ludwig XVI. durch „lettres patentes“ vom April 1789 aus Versailles die Erhebung der bisherigen Baronie Dillingen zum Herzogtum und konnte so seine unebenbürtige Ehefrau Katharina nochmals rangerhöhen.
Infolgedessen wurde begonnen, das bisherige Dillinger Schloss durch Balthasar Wilhelm Stengel, dem Sohn des fürstlichen Generalbaumeisters Friedrich Joachim Stengel und Werkmeister Johann Adam Knipper der Ältere, zu einer herzoglichen Residenz umzubauen. Dennoch wurde das Schloss nur selten von der Fürstenfamilie genutzt.
Allerdings kam Katharina Kest zur Niederkunft ihres jüngsten Sohnes Adolph extra nach Dillingen ins Schloss, um dessen zukünftigen Herrschaftsanspruch über Dillingen zu untermauern. Adolph starb im napoleonischen Russlandfeldzug.

#### Französische Revolution, Napoleon und Verkauf an die Dillinger Hütte

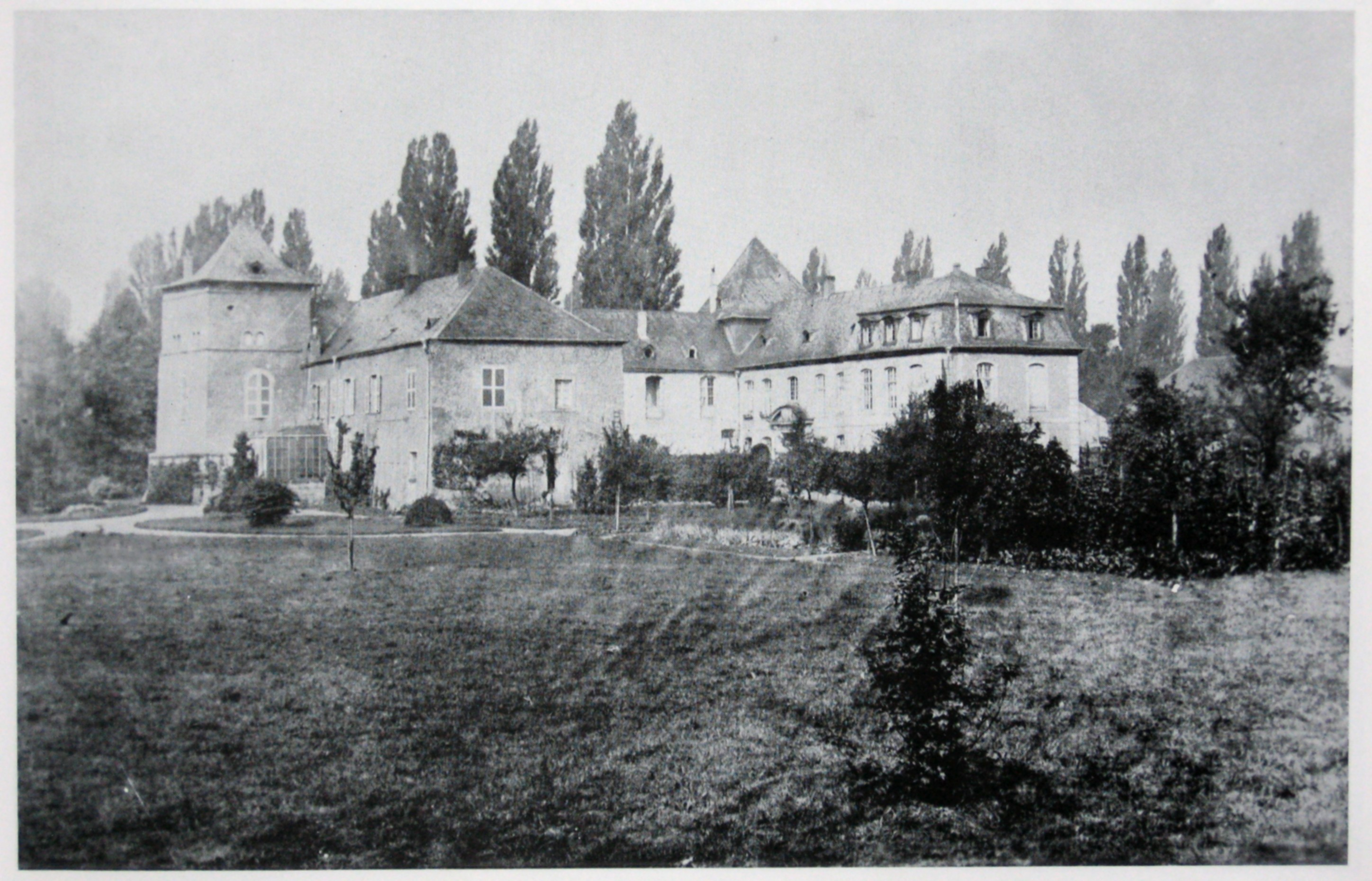
Fotografiert um 1900

Vor den Truppen der französischen Revolution floh die fürstliche Familie zunächst nach Mannheim, dann nach Aschaffenburg. Hier starb Ludwig 1794. Katharina ging zurück nach Mannheim, wo sie 1829 starb.
Der französische Staat zog das Herzogtum Dillingen ein. Unter Napoleon erhielt Katharina Kest Herrschaft und Schloss Dillingen zwar wieder zurück, doch im Jahr 1806 verkaufte sie alle Güter (1600 Morgen Wald und 400 Morgen Gärten, Äcker und Wiesen sowie das Schloss) an die Dillinger Hütte. Die Hütte ließ das Schloss daraufhin für Wohnzwecke umbauen. Das Schloss, die Ländereien und der Wald sind seither im Besitz der Dillinger Hütte.
Im Zweiten Weltkrieg wurde das Schloss völlig ausgebombt. Torbau und Vorburg überdauerten und wurden nach dem Krieg wieder hergerichtet. Ein Flügel des Hauptbaues wurde ebenfalls wieder aufgebaut, während die beiden anderen Flügel seither Ruine sind.

## Ausgrabungen (1953–1960)
Im Jahr 1953 begann die Dillinger Hütte unter der Initiative ihres Generaldirektors Jean Mesqui mit der Planung für den Wiederaufbau des kriegszerstörten Dillinger Schlosses. Der Bau war vollkommen ausgebrannt und auch die Brücke über den künstlichen Seitenarm der Prims, der vor dem Nordwestflügel vorbeifließt, war eingestürzt.
In einem ersten Bauabschnitt wurde der Nordwestflügel mit den größeren Repräsentationsräumen bis zum Jahr 1957 wiedererrichtet. Die Arbeiten wurden dabei vom Staatlichen Konservatorenamt des Saarlandes denkmalpflegerisch betreut und von der saarländischen Landesregierung finanziell unterstützt.
Bereits bei den ersten Untersuchungen für den Wiederaufbau der beiden anderen Flügel stieß man im Südostflügel auf die Mauerreste eines runden Turmes, der von einem älteren Bauwerk stammte. Die von Jean Mesqui daraufhin initiierten archäologischen Ausgrabungen in den Jahren 1958 und 1959 durch das Staatliche Konservatorenamt ergaben, dass die Außenmauern des Südostflügels auf einer Länge von 17,16 Meter als Fundament eine alte Burgmauer haben. Sie läuft anschließend richtungsändernd nach Nordnordost auf den bereits gefundenen runden Turm zu. Von diesem Rundturm geht dann die Burgmauer in Richtung Nordwesten weiter. Der Turm fügte sich also lediglich in eine Biegung der Burgmauer ein, ohne nach außen aus dem Mauerverband hervorzutreten. Vom Rundturm ausgehend verlief die Mauer nach fünf Metern radial auf einen zweiten runden Turm zu, das heißt, dass der zweite Burgturm etwa um die Hälfte aus der Burgmauer hervorragte.
Eine Weiterführung der Burgmauer konnte nicht ergraben werden. Vermutlich wurde diese zerstört. Sowohl bei den beiden runden Türmen als auch bei der Burgmauer beträgt die Stärke der Mauer 1,80 Meter. Die runden Türme weisen einen Außendurchmesser von sechs und einen Innendurchmesser von 2,40 Metern auf. Die Burgmauer bildet auch für einen Teil der Außenmauer des Südwestflügels das Fundament und zieht sich ansonsten mit einer Mauerstärke von 2 bis 2,10 Meter schräg durch den Trakt.
Die mittelalterliche Burganlage muss man sich als asymmetrisches Polygon vorstellen. Der Leiter der Ausgrabungs- und Restaurierungsarbeiten und Direktor des Staatlichen Konservatorenamtes Martin Klewitz vermutet einen sechseckigen Grundriss. Ob und wo es einen Palas und einen Bergfried gegeben hat, bleibt unklar. Weitere Ausgrabungen waren durch die Nähe zum Bachlauf (künstlicher Primsarm) nicht möglich, da die Geländeschnitte sehr schnell vollgelaufen wären. Eventuell hat die kleine Burg auf einer Insel gestanden.
Bei den archäologischen Untersuchungen fanden sich mehrere Teile aus der Zeit der Renaissance: ein Säulenfragment mit Beschlagwerk, eine Muschelbekrönung, Reste der Renaissanceausmalung mit beschlagwerkartigem Ornament, Scherben von Ofenkacheln, Gefäße und Geschirre aus Glas und Keramik. Töpferware aus der Zeit der Spätgotik wurde vermehrt gefunden.
Die Untersuchungen von Klewitz gehen davon aus, dass Wilhelm Balthasar Stengel den vorhandenen Renaissance-Bau nur erneuerte.
Die Dillinger Hütte verzichtete auf den Wiederaufbau der beiden seit dem Zweiten Weltkrieg als Ruine liegenden Flügel. Diese wurden nur gesichert und ihre Mauern mit Zementabstrichen gegen Witterungseinflüsse geschützt. So ist es aber möglich, die Reste der mittelalterlichen Burg sichtbar zu lassen.

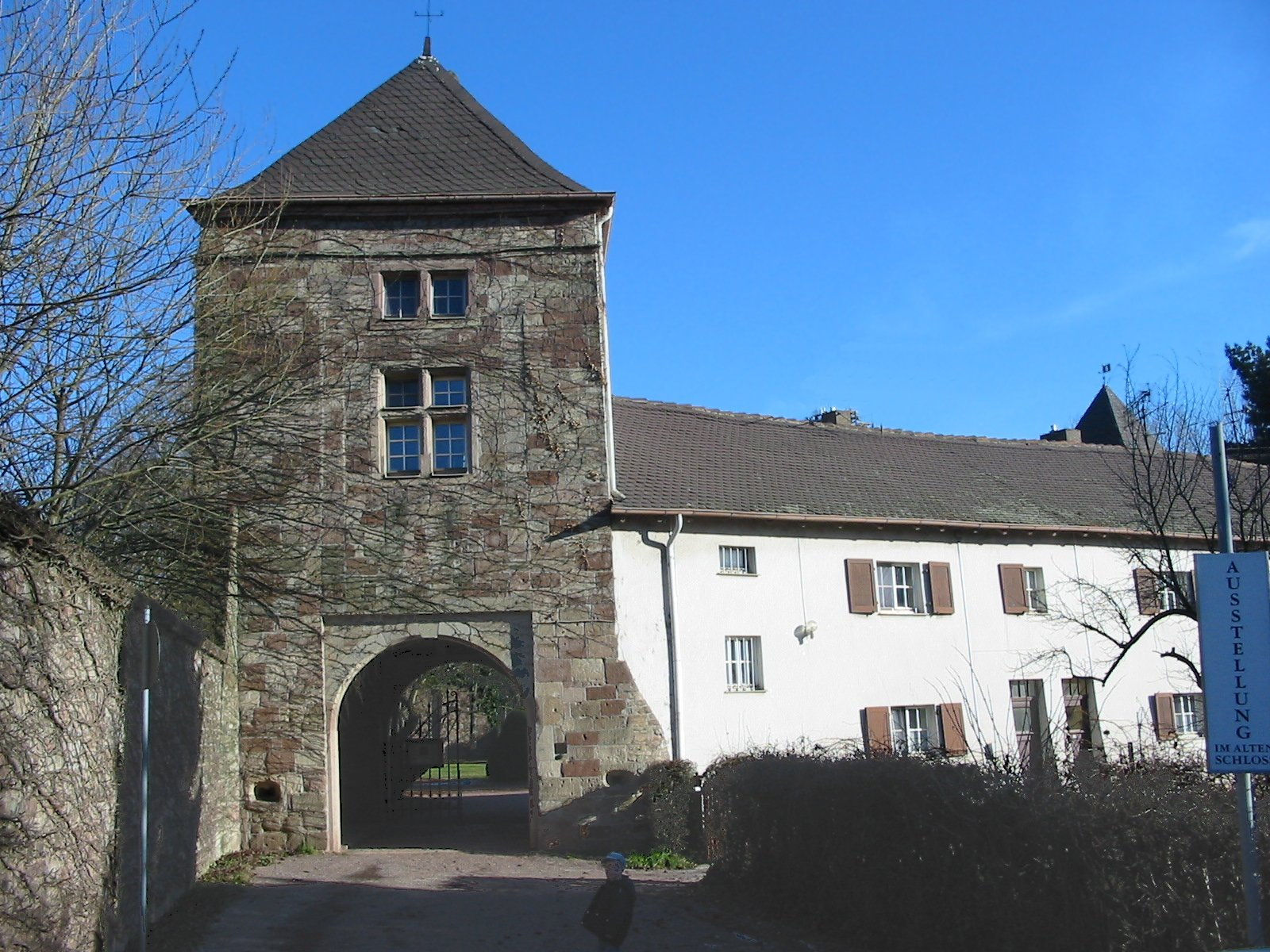
Eingang der Vorburg
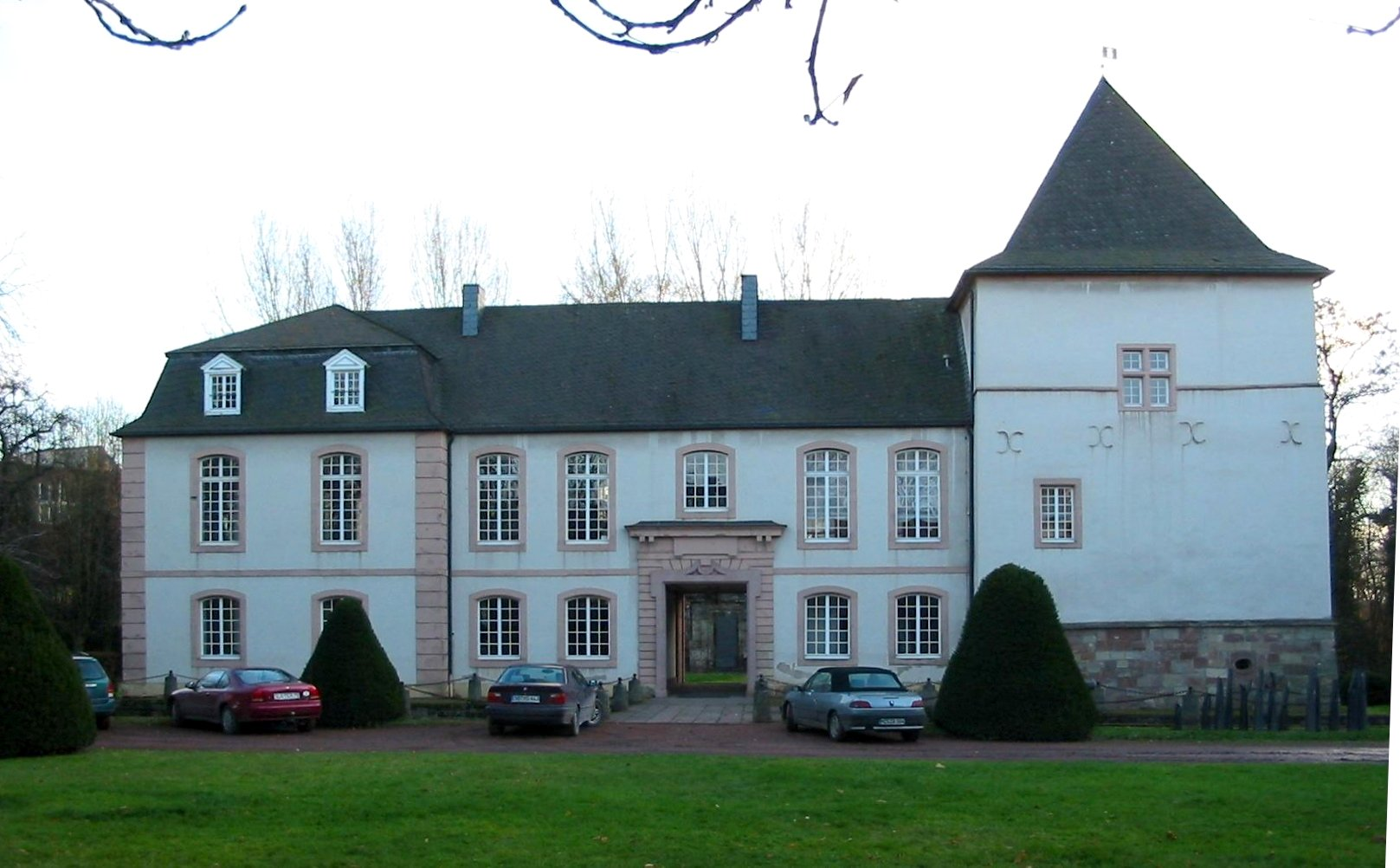
Vorderseite des Schlosses
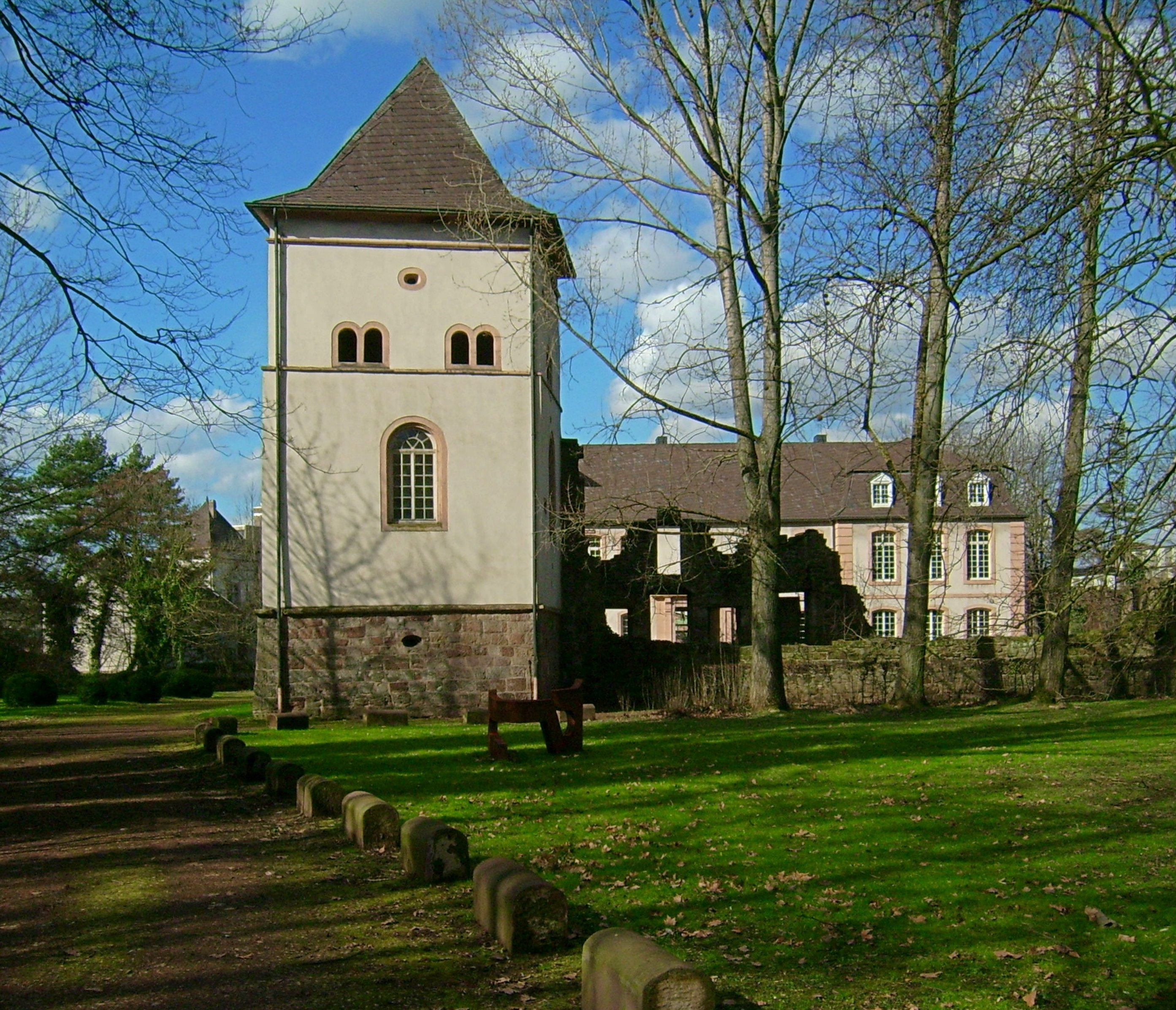
Rückseite des Schlosses mit Kapellenturm
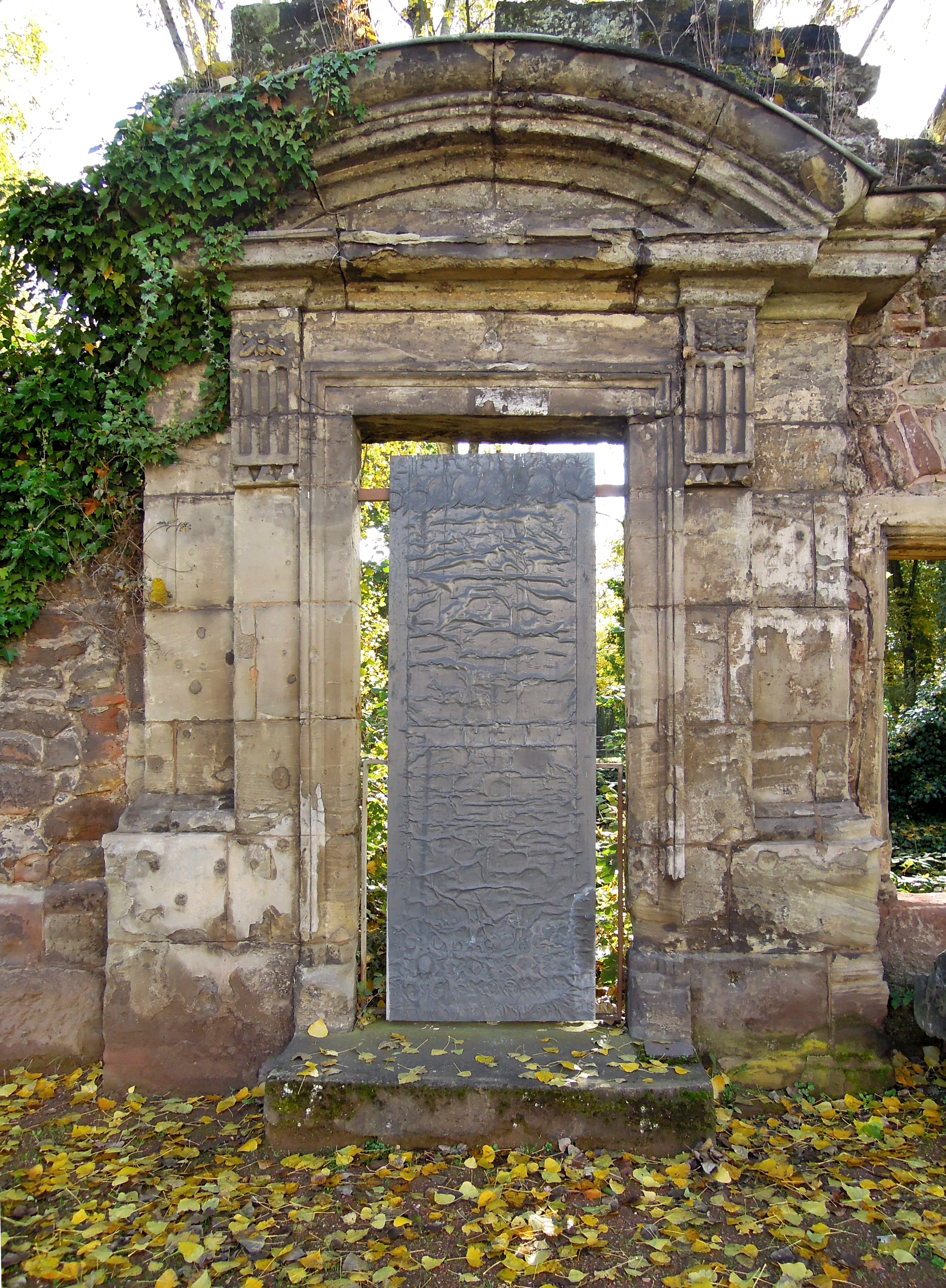
Kunstinstallation Vorhang

## Sage von der eingemauerten Frau im Dillinger Schloss
Die vom saarländischen Volkskundler Karl Lohmeyer überlieferte Sage erzählt, dass man früher des Nachts im Dillinger Schloss oft gellende Klagelaute und bitteres Weinen gehört habe. Dabei sei über den Schlosshof eine helle Gestalt einer weißen Frau geschwebt und in einem der Schlosstürme verschwunden. Diese weiße Frau sei der Geist der schönen, aber treulosen Frau des Dillinger Ritters gewesen. Sie habe den Ritter in seiner Abwesenheit öfters ehebrüchig betrogen. Als der wiederholte Ehebruch ans Tageslicht gekommen sei, habe der zornige Dillinger Ritter seine treulose Frau lebendig in einem der dicken Schlosstürme einmauern lassen, wo sie anschließend in ihrem feuchten und dunklen Verlies elend verschmachtete.